# Чонджо (ван Чосону)
Чонджо (кор. 정조, 正祖, Jeongjo, Chŏngjo); ім'я при народженні Лі Сан (кор. 이산, 李祘, I San, Yi San; 28 жовтня 1752 — 18 серпня 1800) — корейський правитель, двадцять другий володар держави Чосон.

## Біографія
Був сином спадкового принца Садо й онуком вана Йонджо. Коли Чонджо був ще дуже молодим, його дід Йонджо, стратив свого сина Садо. Таким чином право спадкування престолу перейшло до Чонджо.
Будучи спадковим принцом, Чонджо зблизився з Хон Ку Гьоном, суперечливим корейським політичним діячем. Він підтримував спадкоємця після смерті батька, а також морально готував його до вступу на престол. Однак поступово їхні взаємини зіпсувались і завершились засланням Хон Ку Гьона, який, на думку принца, був надто владолюбним.

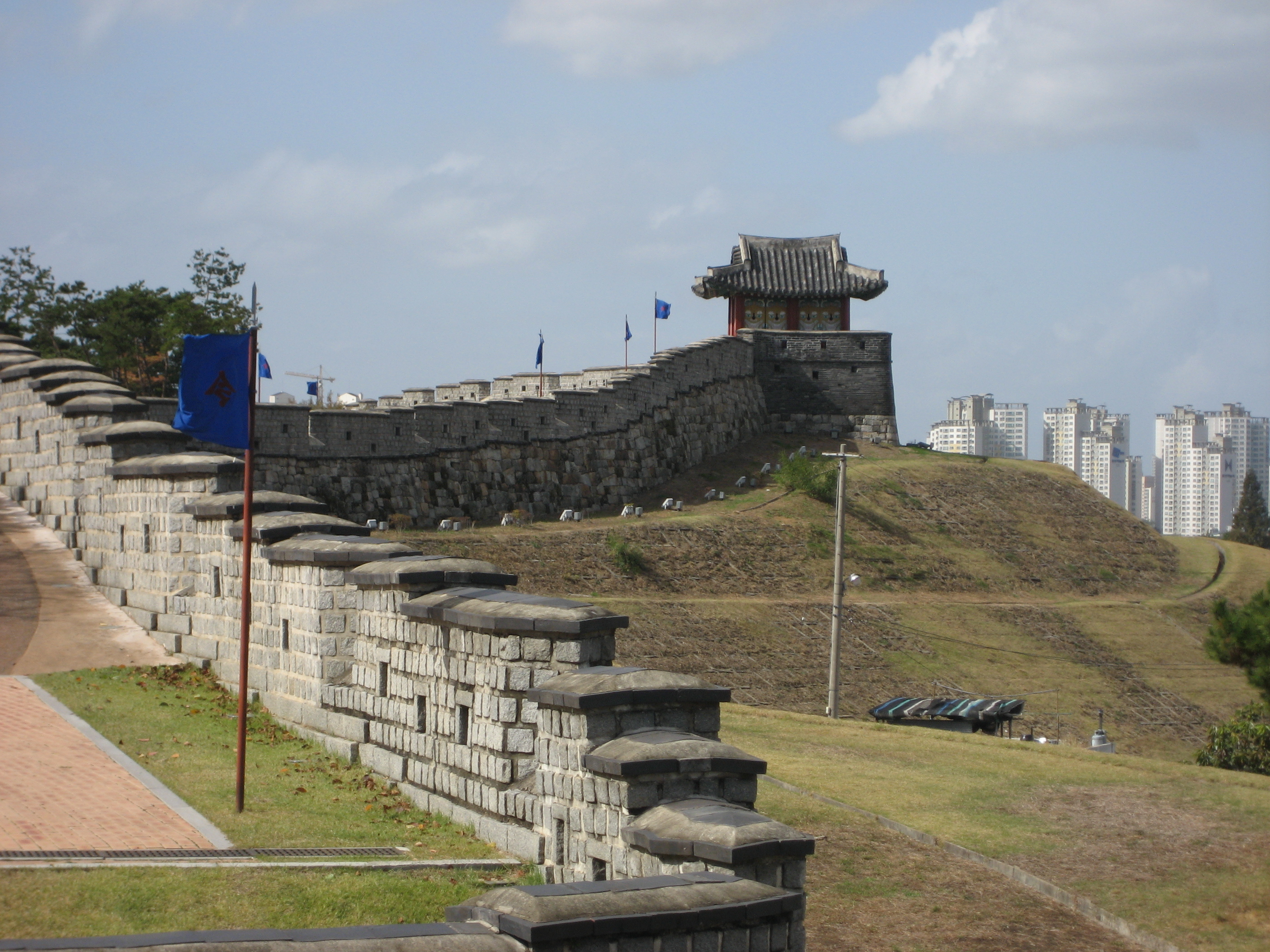
Сучасний вид на фортецю Хвасон

За часів правління вана відбулось відродження Чосону. За ініціативою правителя в Корії було проведено низку реформ. В Сеулі було започатковано королівську бібліотеку. Ван прагнув до підвищення престижу династії серед народу, чому, на його думку, сприяла заміна старих консервативних політиків на нових, більш ліберальних і талановитих. Окрім того, Чонджо підтримував наукових і культурних діячів своєї держави, що сприяло покращенню їх ставлення до монаршої влади. 1785 року ван удався до невдалої спроби централізованого випуску монет. Того ж року Чонджо видав указ про перевидання кодексу законів, перейменувавши його на «Загальний звід Великого укладу» (Течжон тхонпхьон).
Впродовж усього володарювання Чонджо прагнув виправдати й повернути добре ім'я свого страченого батька. Принца Садо було поховано в Сувоні, а його син навіть переніс двір до того міста, щоб бути ближчим до могили батька. Навколо могили Чонджо збудував фортецю Хвасон. Нині її зараховано до об'єктів Світової спадщини ЮНЕСКО.
За Чонджо Чосон підтримував дипломатичні зв'язки з імперією Цін.
Король Чонджо помер раптово 18 серпня 1800 з таємничих причин, що обговорюються дослідниками донині. Після смерті вана трон успадкував його позашлюбний син Сунджо.